# El Símbol Perdut
'El Símbol Perdut' és una novel·la de ficció, escrita per Dan Brown, protagonitzada pel professor d'iconologia i simbologia religiosa Robert Langdon, i és seqüela d'Àngels i Dimonis (2000) i de El Codi da Vinci (2003). El primer dia a les llibreries va vendre més d'un milió de còpies al Canadà, Estats Units i Regne Unit. La distribució mundial correspon a l'editorial Random House, que va anunciar 5 milions de cópies en la primera edició. La productora Columbia Pictures va comprar els drets cinematogràfics del llibre.

## Argument

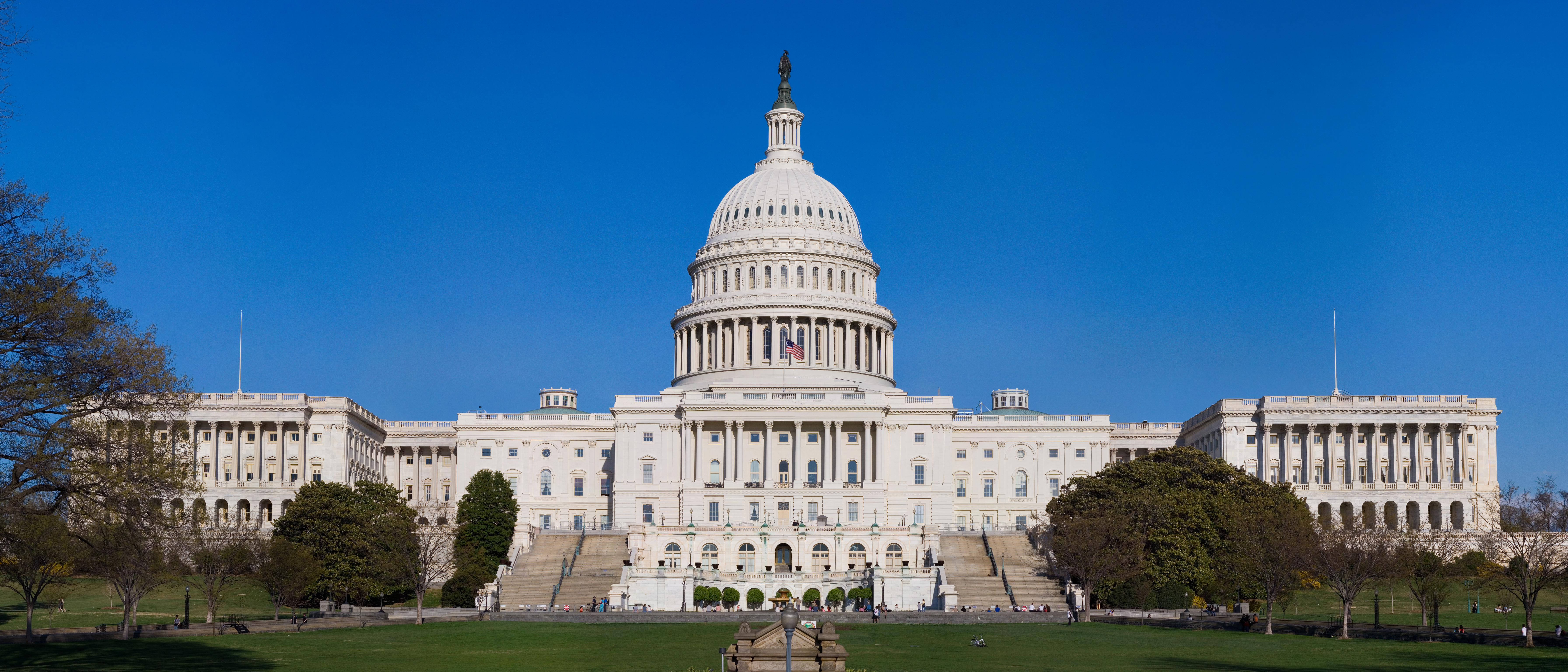
Capitoli dels Estats Units

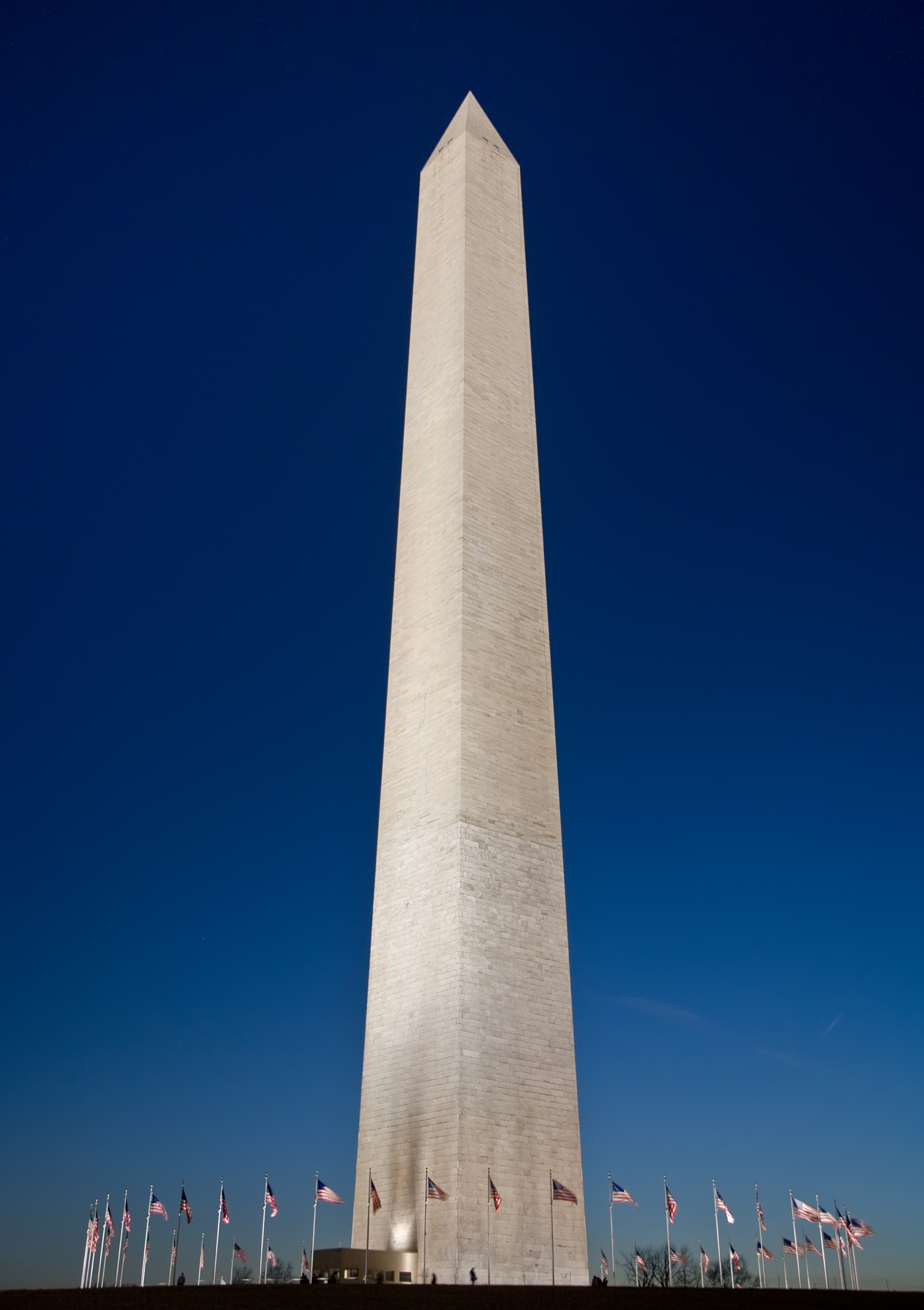
Monument a Washington

El professor Robert Langdon és convocat a donar una conferència al Saló Estatuari del Capitoli dels Estats Units, i recomanat per en Peter Solomon, filantrop, milionari, director de l'Institut Smithsonià, el seu antic mentor i maçó de trenta-tresé grau. Però el descobriment que no existeix tal conferència, i de la mà dels misteris reproduïda amb la mà tallada d'en Peter confereixen un gir inesperat a la nit.
En la companyia d'Inoue Sato, la directora de l'Oficina de Seguretat de la CIA i de Trent Anderson, el director de seguretat del Capitoli, Langdon baixa al soterrani de l'edifici, on troben una cambra de reflexió maçònica, propietat d'en Peter. Allà troben una piràmide truncada, amb un xifrat masònic en un costat. Però la irrupció inesperada de Warren Bellamy (Arquitecte del Capitoli i germà maçó d'en Peter) i l'atac d'aquest a Sato i Anderson, torna a fer girar les aliances.
Bellamy porta en Langdon a la Biblioteca del Congrés, on es reuneixen amb Katherine, germana de Peter i especialista en ciències noètiques, qui ha conegut en persona el segrestador del seu germà, l'autoanomenat Mal'akh, l'home que es creu un dimoni i està totalment cobert de tatuatges, com un fènix bicéfal, o l'escala de caragol que amaga els Antics Misteris, que ha arribat a ella fent-se passar pel psiquiatre d'aquest.
Langdon i Katherine van a la catedral de washington, on el degà Colin Galloway, també maçó, els ajuda, revelant-los que la inscripció de la piràmide fa referència a Isaac Newton. Allà desemboliquen el paquet que Langdon porta a la bossa, paquet que Peter li havia confiat a Robert feia anys, i que aquest havia portat, enganyat per Mal'akh. D'allà, treuen un vèrtex d'or per a la piràmide, amb la inscripció El secret s'amaga dins del Seu Ordre. També descobreixen que utilitzant l'anell maçònic d'en Peter, el cub de pedra que guardava el vèrtex es transformava en una creu amb un circumpunt, símbol dels Rosacreus. Més tard al col·legi catedralici, Robert i Katherine posen la piràmide, ara completa, en aigua bullent, fent que al vèrtex aparegui una altra inscripció: Vuit de Franklin Square. La CIA els captura, però ara tots col·laboren, perquè, com deia Sato, allò era un problema de seguretat nacional, ja que Mal'akh té un vídeo de quan estava infiltrat dins la lògia maçònica, on es veu càrrecs de poder com jutges del Tribunal Suprem, el director de la CIA, senadors, etc. portant a terme rituals propis de la francmaçoneria com l'assassinat simulat o el jurament davant el caput mortuum, que podrien fer que el país sencer s'ensorrés, vist des de l'exterior de la lògia.
Enganyats per Mal'akh, Langdon, Katherine i l'agent Hartmann de la Cia, van a casa del segrestador. Mal'akh assassina Hartmann, captura en Langdon, i el fica en un tanc de perfluorocarboni oxigenat (líquid respirable), i fa que aquest li desxifri les inscripcions de la base de la piràmide, que han quedat descobertes de cera en bullir la pedra. Aquest li explica que es resolen amb l'ajuda del Quadrat Màgic de Franklin d'ordre vuit. Quan Mal'akh ja ha desxifrat l'últim enigma de la Piràmide Maçònica, fereix mortalment Katherine, i la deixa dessagnant-se.
La CIA arriba a la casa, i allibera en Robert i salva Katherine. Robert, Sato i uns quants agents parteixen cap a la Casa del Temple, on Mal'akh pretén ser sacrificat a mans d'en Peter. Abans que ho faci, Mal'akh comença a enviar el video a cadenes de televisió, premsa, etc., i li rebela a en Peter, que ell en realitat és en Zach, el seu fill presumptament mort a una presó turca. Mal'akh es tatua al cap un circumpunt, pensant que és la Paraula Perduda, pensant així que està complet i es pot oferir en sacrifici. Però en Peter no mata Mal'akh, sinó que mor a causa del fet que una pluja de vidres trencats d'una claraboia el fereixen i dessagnen. La Cia evita la transmissió del vídeo amb un canó d'Impuls Electromagnètic.
Més tard Peter rebla a en Langdon que el circumpunt no és la Paraula Perduda, sinó que la verdadera Paraula és la Paraula de Déu, la Bíblia, i que n'hi ha una ficada a les pedres angulars del Monument a Washington, de la Casa Blanca i del Capitoli.

## Personatges principals
Robert Langdon: Professor de simbologia a la Universitat Harvard que, als seus 46 anys, es veu embolicat en el segrest del seu amic Peter Solomon i tot indica que és l'únic que té la clau per salvar-lo.
Katherine Solomon: Científica brillant en el camp de la noètica i germana de Peter.
Mal'akh: Segrestador de Peter. Utilitzant la paraula hebrea que significa àngel, Mal'akh ha dut a terme nombrosos rituals i sacrificis per tal de créixer intel·lectualment.
Inoue Sato: Cap i directora de l'Oficina de Seguretat de la CIA. D'origen japonès i molt estricta, Sato intrigarà a Langdon, qui creu que la dona està amagant alguna cosa.
Peter Solomon: Germà de Katherine, amic de Robert Langdon i cap d'una important lògia maçònica. Mal'akh el segrestarà per prendre-li un dels secrets més importants de la maçoneria i el món sencer.
Warren Bellamy: Màxima autoritat administrativa del Capitoli dels Estats Units. Conegut com L'Arquitecte, ajudarà a Langdon i Katherine en la seva recerca.
Degà Galloway: Membre de l'Església que, com a maçó, coneix certs misteris maçònics.
Trent Anderson: El cap de seguretat del Capitoli dels Estats Units.
Agent Núñez: Oficial de seguretat del Capitoli dels Estats Units. És l'encarregat de deixar entrar a les persones al Capitoli. Va cometre un gran error en deixar entrar a Mal'akh. És d'origen hispà.
Trish Dune: Ajudant de Katherine en l'estudi de les ciències noètiques. Va ser assassinada per Mal'akh.
Nola Kaye: Ajudant de Sato a l'OS, Sato li envia informació a Nola i ella la desxifra.
Turner Simkins: Oficial de la CIA, està rere el rastre de l'assassí, va trobar a Langdon i a Katherine en la mansió de Mal'akh.
Hartman: Oficial de la CIA, assassinat per Malakh, clavant-li un tornavís al coll.

## Adaptació
Columbia Pictures va iniciar la producció de la pel·lícula però després de diversos canvis de guionista, incloent el propi Dan Brown, es va desestimar el projecte per adaptar la novel·la Inferno. En juny de 2019 es va anunciar la sèrie de televisió Langdon coproduïda entre Imagine Television Studios, CBS Television Studios, i Universal Television Studios.